# Nolan Hoffman
Nolan Hoffman (Franschhoek, 23 april 1985) is een Zuid-Afrikaans voormalig weg- en baanwielrenner. Hij werd voor achttien maanden geschorst nadat hij op 18 oktober 2009 positief testte op het gebruik van testosteron.
In 2019 kwam hij uit voor Team Vandergroup.

## Overwinningen
2005
3e etappe Ronde van Egypte (ploegentijdrit)
2006
4e etappe Ronde van Chongming
2008
9e etappe Ronde van Korea
2009
1e etappe Ronde van Korea
2011
 Zuid-Afrikaans kampioen ploegenachtervolging, Elite
 Zuid-Afrikaans kampioen ploegkoers, Elite
 Zuid-Afrikaans kampioen puntenkoers, Elite
 Zuid-Afrikaans kampioen scratch, Elite
 Pan-Afrikaanse Spelen, Ploegentijdrit
 Pan-Afrikaanse Spelen, Wegrit
2012
 Zuid-Afrikaans kampioen puntenkoers, Elite
 Zuid-Afrikaans kampioen scratch, Elite
 Zuid-Afrikaans kampioen omnium, Elite
2013
 Zuid-Afrikaans kampioen omnium, Elite
 Zuid-Afrikaans kampioen scratch, Elite
 Zuid-Afrikaans kampioen ploegenachtervolging, Elite
2014
Puntenklassement Mzansi Tour
2015
 Afrikaans kampioen puntenkoers, Elite
 Afrikaans kampioen ploegkoers, Elite
2018
100 Cycle Challenge
2019
1e etappe Tour of Good Hope
Puntenklassement Tour of Good Hope

## Ploegen
- 2005 –  Team Exel
- 2008 –  Team Neotel
- 2009 –  Team Neotel
- 2019 –  Team Vandergroup